# Carlo Zamporlini
Carlo Zamporlini (Chioggia, 9 marzo 1902 – Roma, 5 settembre 1996) è stato un calciatore italiano, di ruolo centrocampista.

## Caratteristiche tecniche

### Giocatore
Zamporlini viene considerato un discreto interno.

## Carriera

### Giocatore

#### Club
Inizia la sua carriera con la Fortitudo nel 1922 ottenendo 14 presenze e 4 reti; nel 1924 passa alla Messinese, squadra in cui totalizza in una stagione solo 8 presenze. Nel 1925 Zamporlini torna a indossare la casacca rossoblù della Fortitudo, fino al 1927 quando Fortitudo, Alba e Roman si uniscono nell'Associazione Sportiva Roma: con i giallorossi il veneto ottiene solo 4 presenze in due anni di permanenza. Passa quindi alla Ternana dove rimane un solo anno e ottiene 21 presenze, quindi diventa giocatore del Macerata.

## Statistiche

### Presenze e reti nei club
Statistiche aggiornate al 23 ottobre 2015.
| Stagione         | Squadra          | Campionato       | Campionato | Campionato | Coppe nazionali | Coppe nazionali | Coppe nazionali | Coppe continentali | Coppe continentali | Coppe continentali | Altre coppe | Altre coppe | Altre coppe | Totale | Totale |
| Stagione         | Squadra          | Comp             | Pres       | Reti       | Comp            | Pres            | Reti            | Comp               | Pres               | Reti               | Comp        | Pres        | Reti        | Pres   | Reti   |
| ---------------- | ---------------- | ---------------- | ---------- | ---------- | --------------- | --------------- | --------------- | ------------------ | ------------------ | ------------------ | ----------- | ----------- | ----------- | ------ | ------ |
| 1922-1923        | Fortitudo        | PD               | ?          | ?          | -               | -               | -               | -                  | -                  | -                  | -           | -           | -           | ?      | ?      |
| 1923-1924        | Fortitudo        | PD               | ?          | ?          | -               | -               | -               | -                  | -                  | -                  | -           | -           | -           | ?      | ?      |
| 1924-1925        | Messinese        | PD               | 8          | 0          | -               | -               | -               | -                  | -                  | -                  | -           | -           | -           | 8      | 0      |
| 1925-1926        | Fortitudo        | PD               | 16         | 0          | -               | -               | -               | -                  | -                  | -                  | -           | -           | -           | 16     | 0      |
| 1926-1927        | Fortitudo        | DN               | 3          | 0          | -               | -               | -               | -                  | -                  | -                  | -           | -           | -           | 3      | 0      |
| Totale Fortitudo | Totale Fortitudo | Totale Fortitudo | 36         | 4          |                 | -               | -               |                    | -                  | -                  |             | -           | -           | 36     | 4      |
| 1927-1928        | Roma             | DN               | 4          | 0          | CC              | 2               | 0               | -                  | -                  | -                  | -           | -           | -           | 6      | 0      |
| 1928-1929        | Roma             | DN               | 0          | 0          | -               | -               | -               | -                  | -                  | -                  | -           | -           | -           | 0      | 0      |
| Totale Roma      | Totale Roma      | Totale Roma      | 4          | 0          |                 | 2               | 0               |                    | -                  | -                  |             | -           | -           | 6      | 0      |
| 1929-1930        | Terni            | PD               | 21         | 0          | -               | -               | -               | -                  | -                  | -                  | -           | -           | -           | 21     | 0      |
| 1930-1931        | Macerata         | PD               | ?          | ?          | -               | -               | -               | -                  | -                  | -                  | -           | -           | -           | ?      | ?      |
| Totale carriera  | Totale carriera  | Totale carriera  | 65+        | 4+         |                 | 2               | 0               |                    | -                  | -                  |             | -           | -           | 67+    | 4+     |

## Palmarès

### Giocatore

#### Club
- Coppa CONI: 1

Roma: 1928

### Libri
- La Biblioteca del Calcio, 1922-1923, Geo Edizioni.
- La Biblioteca del Calcio, 1923-1924, Geo Edizioni.